# Feliks Krzesiński

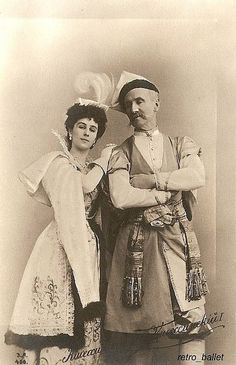
Feliks Krzesiński z córką Matyldą w kostiumach mazurowych, 1898

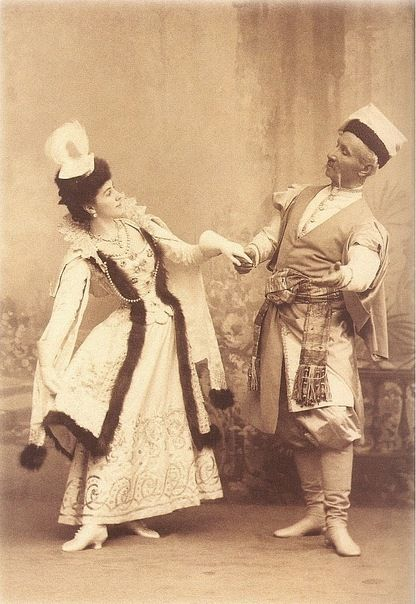
Feliks Krzesiński z córką Matyldą w kostiumach i pozach mazurowych, 1898

Feliks Adam Walerian Krzesiński herbu Nieczuja (ros. Фе́ликс Кшеси́нский; ur. 17 lutego 1823 w Warszawie, zm. 16 lipca 1905 w Krasnowie koło Sankt Petersburga) – polski tancerz baletowy, choreograf i nauczyciel tańca. W latach 1845–1851 pierwszy tancerz charakterystyczny baletu warszawskiego w Teatrze Wielkim, od 1851 carskiego baletu w Sankt Petersburgu. Był słynnym mazurzystą, niezrównanym wykonawcą mazura zarówno na scenie warszawskiej, jak i petersburskiej. Ojciec sławnej rosyjskiej primabaleriny „assoluta” Matyldy Krzesińskiej.

## Pochodzenie
Urodził się w Warszawie jako syn cenionego śpiewaka-tenora, aktora, nauczyciela śpiewu i kompozytora Jana Felicjana Krzesińskiego (1770–1847) i jego drugiej żony Felicji z Deręgowskich. Był bratem tancerki Matyldy Krzesińskiej (1820-po 1900) oraz aktora i dyrektora teatru Stanisława Tertuliana Krzesińskiego (1810–1902). Od 1831 uczył się w szkole baletowej Warszawskich Teatrów Rządowych. Już jako uczeń w 1835 występował w pas de trois podczas zjazdu monarchów w Kaliszu, a potem tańczył także partie Lubina (Fletrowers zaczarowany) i Arlekina (Gabinet figur mechanicznych) w szkolnych przedstawieniach na scenie Teatru Rozmaitości.

## Kariera artystyczna

### W Warszawie
3 grudnia 1838 został zaangażowany do baletu Warszawskich Teatrów Rządowych. Początkowo był obsadzany w niewielkich partiach charakterystycznych, jak Giermek (Wesele Gamasza) czy Młynarczyk (Figle wieśniacze). Dopiero lata 1843–1844 przyniosły przełom w jego karierze artystycznej. 21 marca 1843 odniósł sukces wcielając się w role tancerza Camprubi we własnej parodii tańca znanych wówczas w Europie artystów hiszpańskich: panny Manueli i pana Camprubi (w partii Manueli partnerował mu sławny później pierwszy tancerz klasyczny Aleksander Tarnowski). Z kolei 9 czerwca 1844 otrzymał główną partię Roberta w premierze popularnego baletu komicznego Robert i Bertrand, czyli Dwaj złodzieje w choreografii Paolo Taglioniego.
Z wielkiej ilości partii wykonywanych przez niego na scenie Teatru Wielkiego, a występował prawie we wszystkich wystawianych wtedy baletach, na szczególną uwagę zasługiwały jego kreacje: Radiag-beja (Rozbójnik morski), Pierwszego Drużby (Wesele w Ojcowie), Matki Lucy (Aneta, czyli Sen wieśniaczki), Maturyna (Hrabina i wieśniaczka), Hilariona (Giselle), Kleofasa (Diabeł kulawy), Diavolina (Katarzyna córka bandyty) i Frolla (Esmeralda). „Odznaczał się wysokim usposobieniem w rodzaju tańca charakterystycznego i w grze mimicznej. W tarantellach, w bolerach, a mianowicie w mazurze był nieporównany”. Jego partie „były zawsze nacechowane zrozumieniem, życiem, ogniem i szkołą wyższą tańca” – pisał o nim Jan Tomasz Seweryn Jasiński.
W 1851, występując w Weselu w Ojcowie podczas gościny baletu warszawskiego w Petersburgu, zwrócił na siebie uwagę dyrekcji teatrów cesarskich i otrzymał propozycję engagement.

### W Sankt Petersburgu
Uwolniony 3 grudnia 1852 na własne żądanie ze swych zobowiązań wobec teatrów warszawskich, 27 stycznia 1853 został zaangażowany na stanowisko solisty charakterystycznego w balecie petersburskim, gdzie występował w latach 1853–1898, aż do później starości. Zajmował się również sporadycznie choreografią, wystawiając m.in. Wesele w Ojcowie i przygotowując tańce w przedstawieniu Halki Stanisława Moniuszki. W krótkim czasie stał się ulubieńcom rosyjskiej publiczności i wziętym nauczycielem polskich tańców narodowych w sferach arystokratycznych i mieszczańskich Petersburga.
Jego zasługą było wprowadzenie tańców polskich na sale balowe Petersburga. „Była to w swoim rodzaju misja. Krzesiński dumny był, iż ta sama biurokracja, która dla polskości w Królestwie nieubłagane ferowała wyroki, w Petersburgu gorąco oklaskiwała mazurowe hołubce tancerza warszawskiego. I tak się obawiano, aby Krzesiński nie stracił swego «charakteru narodowego», iż przez dłuższy czas pozwolono mu chodzić w czamarze” – pisano w „Kraju”. W 1854 gościł też w Moskwie, tańcząc swą popisową partię Roberta (Robert i Bertrand, czyli Dwaj złodzieje) i mazura w stroju polskim. Z kolei w 1862 występował gościnnie w Paryżu, gdzie wywołał entuzjazm swoim pas mazurowym wykonywanym w duecie z solistką baletu petersburskiego, Marią Petipą.
5 czerwca 1872 ożenił się w Petersburgu z owdowiałą Polką, byłą tancerką tamtejszej sceny, Julią Ledé z domu Dymińską. Okazał się troskliwym ojczymem dla jej wcześniejszych pięciorga dzieci, a spośród czworga ich wspólnego potomstwa: syn Józef (1868–1942) oraz córki Julia (1866–1969) i Matylda (1872–1971) zostali tancerzami baletu cesarskiego. Od pojawienia się Matyldy na scenie określano ją w teatrze Krzesińską II, dla odróżnienia od występującej już wcześniej, jej starszej siostry Julii, którą nazywano odtąd Krzesińską I. Matylda została później jedną z najświetniejszych primabalerin baletu petersburskiego.
W czasie swej długiej kariery Feliks Krzesiński zyskał w Rosji liczne dowody uznania. Cieszył się szacunkiem czterech kolejnych cesarzy: Mikołaja I, Aleksandra II, Aleksandra III i Mikołaja II, który w młodości przeżył głośny romans z jego córką Matyldą, a potem opiekował się nią aż do rewolucji. Obchodził w Petersburgu trzy uroczyste jubileusze: 25 stycznia 1873 – trzydziestopięciolecia, 15 stycznia 1888 – pięćdziesięciolecia (wystąpił wtedy w roli Cześnika w Zemście Aleksandra Fredry w polskim teatrze pod dyrekcją Józefa Teksla) i wreszcie 20 lutego 1898, na pożegnanie teatru – sześćdziesięciolecia pracy scenicznej. 27 maja 1895 otrzymał również honorowe obywatelstwo Sankt Petersburga.

## Kontakty z krajem

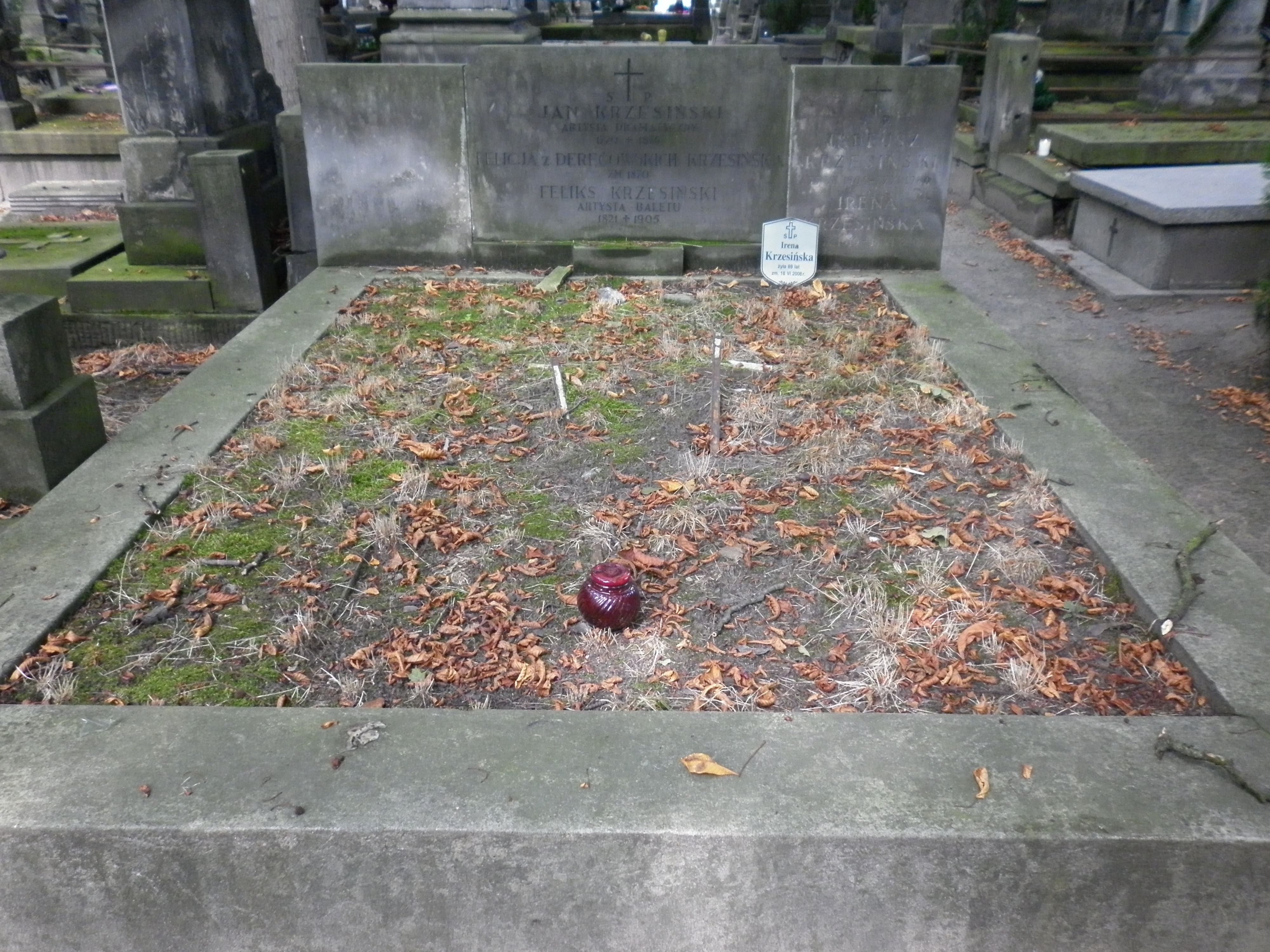
Grób Feliksa Krzesińskiego na Powązkach

Z Warszawą utrzymywał dość częste kontakty odwiedzając rodzinę w czasie urlopu lub pokazując swym dzieciom ojczyste miasto. Na scenie warszawskiej wystąpił jednak tylko trzykrotnie: 27 czerwca 1880 w Weselu w Ojcowie oraz 2 i 8 czerwca 1895 w pas de deux mazurowym w II akcie Pana Twardowskiego Adolfa Sonnenfelda (z córką Matyldą). Zmarł na zawał serca w Krasnowie pod Petersburgiem, ale zgodnie z ostatnią wolą artysty, staraniem Matyldy Krzesińskiej, jego zwłoki przewieziono do Warszawy i pochowano na warszawskich Powązkach. Jego zaniedbany grób zachował się do dzisiaj (kwatera 11, rząd III, miejsce 30), tuż obok miejsca spoczynku Stanisława Moniuszki. Został tam pochowany obok ojca Jana Krzesińskiego, jednocześnie z przewiezionymi również z Petersburga prochami jego zmarłej w 1870 matki, Felicji z Deręgowskich Krzesińskiej.